# Список пусковых участков и новых станций Ереванского метрополитена
В этом списке приводятся все пусковые участки новых перегонов и/или новых станций Ереванского метрополитена. Указаны только построенные участки, без строящихся и проектируемых.
| Линия        | Участок                          | Дата            | Станций | Станций всего | Примечания                                                           |
| ------------ | -------------------------------- | --------------- | ------- | ------------- | -------------------------------------------------------------------- |
| Первая линия | Дружба — Сасунци Давид           | 7 марта 1981    | 4       | 4             | без Площади Республики и Зоравара Андраника                          |
| Первая линия | Площадь Республики               | 26 декабря 1981 | 1       | 5             |                                                                      |
| Первая линия | Сасунци Давид — Горцаранаин      | 11 июля 1983    | 1       | 6             |                                                                      |
| Первая линия | Горцаранаин — Шенгавит           | 26 декабря 1985 | 1       | 7             |                                                                      |
| Первая линия | Шенгавит — Площадь Гарегина Нжде | 4 января 1987   | 1       | 8             |                                                                      |
| Первая линия | Зоравар Андраник                 | 26 декабря 1989 | 1       | 9             |                                                                      |
| Первая линия | Шенгавит — Чарбах                | 26 декабря 1996 | 1       | 10            | Челночное однопутное ответвление с одиночными двухкабинными вагонами |